# Corno da tirarsi
El corno da tirarsi es un instrumento de viento metal del Barroco.
Sus características son objeto de debate, aunque lo más probable es que fuera una trompa que se asemejaba a la trompa de las "Invenciones" de finales de 1700: "un doble (cilíndrica) vara de afinación y libremente móvil, posicionada diametralmente a través de su cuerpo circular". También puede haber sido una trompeta de varas.
Este instrumento aparece en cuatro cantatas de Johann Sebastian Bach, que son las siguientes:
- Schauet doch und sehet, ob irgend ein Schmerz sei, BWV 46
- Halt im Gedächtnis Jesum Christ, BWV 67
- Herr, gehe nicht ins Gericht mit deinem Knecht, BWV 105
- Ach! ich sehe, itzt, da ich zur Hochzeit gehe, BWV 162